# Калаби, Эудженио
Эудженио Кала́би (англ. Eugenio Calabi; 11 мая 1923, Милан, Королевство Италия — 25 сентября 2023, Брин-Мар, Пенсильвания) — американский математик итальянского происхождения, заслуженный профессор Пенсильванского университета. Специализировался на дифференциальной геометрии, дифференциальных уравнениях в частных производных и их приложениях.

## Биография
Родился в 1923 году в Милане в еврейской семье. Его отец Джузеппе Калаби (1887—1957) был адвокатом. Сестра — журналистка Туллия Дзеви (1919—2011), была замужем за архитектором Бруно Дзеви. С введением в Италии расовых законов в 1938 году семья эмигрировала из Италии и в 1939 году прибыла в США.
Будучи студентом Массачусетского технологического института, Калаби в 1946 году участвовал в соревновании William Lowell Putnam Mathematical Competition. В 1950 году он получил докторскую степень в Принстонском университете, где его научным руководителем был Саломон Бохнер. Позднее он стал профессором в Университете Миннесоты.
В 1964 году Калаби перешёл на математический факультет Пенсильванского университета. После отставки немецко-американского математика Ханса Радемахера в 1967 году Калаби был назначен на кафедру математики. В 1991 году он был награждён премией Стила от Американского математического общества за свои работы по дифференциальной геометрии. С 2012 года являлся членом Американского математического общества.
Работа Калаби над кэлеровой метрикой привела к развитию теории пространств Калаби — Яу.
Скончался 25 сентября 2023 года.